# Bambadinka
Ne doit pas être confondu avec Guidel Bambadinka ou Bambadinca.
Bambadinka est un village du Sénégal situé au Sud- Est du pays. Il fait partie de la communauté rurale de Missirah, dans l'arrondissement de Missirah, le département de Tambacounda et la région de Tambacounda.